# Капела Успења Пресвете Богородице у Сомбору
Капела Успења Пресвете Богородице у Сомбору подигнута је, између 1786. и 1790. године, на сомборском Великом православном гробљу. Припада Епархији бачкој Српске православне цркве.
Грађена је у стилу провинцијског барока, са елементима рококоа, истовремено кад и црква Светог Јована Претече (Мале православне цркве), те је због изградње ова два храма сомборска Црквена општина расписала посебан прирез међу верницима. Црквени звоник завршен је 1792. године.
Унутрашњост капеле је била скромно уређена, а иконостас су радили сликари-лаици (горњи део иконостаса сликао је око 1799. године Михаило Протић, а доњи део иконостаса, са царским дверима, насликао је између 1827. и 1852. године, Георгије Протић).
Све до друге половине 19. века у капели су служена редовна богослужења. О трошку сомборске Српске православне црквене општине, капела је обновљена 1896. године.
У зиду капеле налази се десетак надгробних споменика, осим осталих и знаменитом српском просветитељу и оснивачу сомборске „Норме” Авраму Мразовићу, те његовом блиском сараднику, свештенику и катихети Атанасију Зарићу.
Kапела је детаљно обновљена 1997. године, када је поново и освећена. У лето 2016. године скинут је кров капеле и започела је њена потпуна спољна и унутрашња реконструкција, која је завршена до 2018. године. У склопу потпуне обнове капеле замењен је и стари иконостас.